# Јужноафрички Обојени
Јужноафрички Обојени или Јужноафрички Мулати (афр. Kleurlige, енгл. Coloureds) назив је за етничке групе које су настале мешањем белаца с другим расама на подручју данашње јужне Африке у протеклих неколико векова. Алтернативни израз Обојени је почео да се користи у 19. веку, а 1948. године је ушао у службену употребу с установљењем режима апартхејда.
Јужноафрички Обојени порекло вуку из три, односно пет група — холандских, а нешто касније и британских досељеника и њихових потомака — Африканера и Англоафриканаца с једне, затим којсанских и банту домородаца, а у одређеним случајевима и потомака малајских (у ствари јаванских и других индонежанских) робова с друге стране.
То је разлог зашто се обично деле на Грикве (потомке белаца и Хотентота) и Обојене Кејпа (потомци белаца и Хотентота, Бантуа и у мањој мери Малајаца).
Има их око 6 милиона. Углавном живе у бившој Кејпској колонији и то у данашњим провинцијама Западни Кејп (где чине 48,8% становништва) и Северни Кејп (где чине 40,3% становништва). Кроз историју су имали нешто бољи положај од црначког становништва, исто као и у време апартхејда, мада се и на њих односило одвајање од белачког становништва. Због тога су нешто мање учествовали у борби против апартхејда, а данас су мање склони АНЦ-у од црначких етничких група.
У свакодневном говору су склонији африканерском од енглеског језика. По верској припадности су претежно протестанати.
Јужноафрички Обојени су традиционално рибари, затим радници на фармама белаца и слуге у белачким домаћинствима.

## Порекло
Јужноафрички Обојени су у највећој мери потомци особа рођених из веза западноевропских мушкараца углавном Холанђана и којсанских жена углавном Хотентоткиња у Кејпској колонији у 17. веку и касније.
У Квазулу-Наталу, порекло Јужноафричких Обојених је разноврсније. У настанку ове подгрупе учествовали су Британци (Енглези, Шкоти, Велшани), Ирци, Немци, Косе, Зулуи, Индијци и Маурицијушани.
Зимбабвеански обојени потичу од Шона, Ндебела и Британаца и Африканера (јужноафричких Холанђана). Грикве, су потомци којсанских жена и африканерских Трекбура (номадски сточари).
Упркос разликама у пореклу, чињеница да потичу од више од једне расе је значила да су у Јужној Африци сврставани у категорију Обојени. Људи који су спадали у категорију Обојених нису по правилу прихватали овај идентитет, већ су многи од њих себе доживљавали као црнце, Којсане или као Јужноафриканце.
Већина Јужноафричких Обојених говори африканерски, јер су потомци Африканера. Око 20% Јужноафричких Обојених говори енглески као матерњи језик, углавном у Источном Кејпу и Квазулу-Наталу. Скоро сви Јужноафрички Обојени из града Кејптауна су двојезични.

## Познате особе
- Лесли-Ен Брант, глумица